# Konopnica (gromada w powiecie lubelskim)
Konopnica – dawna gromada, czyli najmniejsza jednostka podziału terytorialnego Polskiej Rzeczypospolitej Ludowej w latach 1954–1972.
Gromady, z gromadzkimi radami narodowymi (GRN) jako organami władzy najniższego stopnia na wsi, funkcjonowały od reformy reorganizującej administrację wiejską przeprowadzonej jesienią 1954 do momentu ich zniesienia z dniem 1 stycznia 1973, tym samym wypierając organizację gminną w latach 1954–1972.
Gromadę Konopnica z siedzibą GRN w Konopnicy utworzono – jako jedną z 8759 gromad na obszarze Polski – w powiecie lubelskim w woj. lubelskim na mocy uchwały nr 12 WRN w Lublinie z dnia 5 października 1954. W skład jednostki weszły obszary dotychczasowych gromad Konopnica, Kozubszczyzna, Węglin, Lipniak, Marynin i Stasin oraz miejscowość Tereszyn wieś z dotychczasowej gromady Tereszyn ze zniesionej gminy Konopnica w tymże powiecie. Dla gromady ustalono 27 członków gromadzkiej rady narodowej.
1 stycznia 1959 z gromady Konopnica wyłączono obszar miejscowości Węglin oraz część działek poparcelacyjnych o ogólnej powierzchni 191 ha, włączając je do Lublina, miasta na prawach powiatu w tymże województwie.
1 stycznia 1962 do gromady Konopnica włączono obszar zniesionej gromady Motycz w tymże powiecie.
1 stycznia 1969 do gromady Konopnica włączono obszar zniesionej gromady Radawiec Duży w powiecie bełżyckim oraz wsie Szerokie, Sławin i Wola Sławińska ze zniesionej gromady Dąbrowica w powiecie lubelskim.
Gromada przetrwała do końca 1972 roku, czyli do kolejnej reformy gminnej. 1 stycznia 1973 w powiecie lubelskim reaktywowano gminę Konopnica.